# ケリー・キニスキー
ケリー・キニスキー（Kelly Kiniski、1960年5月27日 - ）は、カナダ・アルバータ州カルガリー出身の元プロレスラー。生年は1958年ともされる。
第45代NWA世界ヘビー級王者ジン・キニスキーの長男。実弟のニック・キニスキーも元プロレスラーであり、兄弟とも父親に倣い、前面に「CANADA」、背面に「KINISKI」の文字が縫い取られたブルーのトレーニングウェアをリングコスチュームにしていた。

## 来歴
父親ジン・キニスキーのトレーニングを受け、カルガリーのスタンピード・レスリングにおいて1980年8月にデビュー。ジン・キニスキーが主宰していたバンクーバーのオールスター・レスリングでは、親子タッグを組んでザ・デストロイヤー&ムース・モロウスキーなどのチームと対戦した。1981年はフロリダ、ルイジアナ、セントルイスなどアメリカ合衆国本土を転戦。NWAフロリダ地区では、かつて父親からNWA世界ヘビー級王座を奪取したドリー・ファンク・ジュニアとも対戦している。
1982年1月、全日本プロレスに初来日。天龍源一郎や阿修羅・原とのシングルマッチが組まれ、デストロイヤー、マーク・ルーイン、ニコライ・ボルコフ、ジプシー・ジョー、パット・オコーナー、そして前年末に新日本プロレスから引き抜かれたスタン・ハンセンや上田馬之助のパートナーとなってのタッグマッチでは、ジャイアント馬場やジャンボ鶴田とも対戦した。
帰米後、ジム・クロケット・ジュニア主宰のNWAミッドアトランティック地区に進出。ベビーフェイスのポジションでサージェント・スローターやイワン・コロフなどのジョブ・ボーイを務めた後、1983年よりヒールに転向。同年5月23日、空位となっていたNWAミッドアトランティック・タッグ王座の争奪トーナメントにワンマン・ギャングと組んで出場、準決勝でジミー・バリアント&バグジー・マグロー、決勝でマイク・ロトンド&ルーファス・ジョーンズを破り、新王者チームとなった（前王者チームはリッキー・スティムボート&ジェイ・ヤングブラッド）。
1984年1月の全日本プロレスへの再来日後、同じシリーズに来日したファビュラス・フリーバーズが主戦場としていたテキサス州ダラスのWCCWに参戦、2月20日にアイスマン・キング・パーソンズからTV王座を奪取した。後に負傷のためキラー・カーンにタイトルを譲渡したが、以降もWCCWを主戦場に、ケビン・フォン・エリック、ケリー・フォン・エリック、ジュールズ・ストロンボー、バック・ズモフ、スコット・ケーシー、ホセ・ロザリオ、ビリー・ジャック・ヘインズらと抗争した。
その後、髪型を父親と同じクルーカットにしてAWAに登場、レイ・スティーブンス、ジェリー・ブラックウェル、モンゴリアン・ストンパー、ケビン・ケリー、マーティ・ジャネッティ、ビル・アーウィンなどと対戦した。1986年2月にはビル・ワット主宰のMSWAにて覆面レスラーのマスクド・スーパースター2号（The Masked Superstar #2）に変身し、1号のビル・イーディーのパートナーとなってディック・マードックやバズ・ソイヤーとも共闘。2月28日のヒューストンでのイベントでは、ジム・ドゥガン、テッド・デビアス、スティーブ・ウィリアムス、テリー・テイラー組との8人タッグマッチに出場している。
将来が有望視されていたが、大成することのないまま1987年に引退した。

## 得意技
- シュミット式バックブリーカー
- キチンシンク
- ニー・ドロップ

## 獲得タイトル
ミッドアトランティック・チャンピオンシップ・レスリング
- NWAミッドアトランティック・タッグ王座：1回（w / ワンマン・ギャング）[8]

ワールド・クラス・チャンピオンシップ・レスリング
- WCCW TV王座：1回 [10]